# Lian Ross
Lian Ross (tên khai sinh là Josephine Hiebel, sinh ngày 8 tháng 12 năm 1962) là ca sĩ Hi-NRG/Euro disco người Đức.

## Danh sách đĩa hát

### Album
| Phát hành | Tiêu đề                                   | Bút danh     | Nhãn đĩa       | Quốc gia    |
| --------- | ----------------------------------------- | ------------ | -------------- | ----------- |
| 1995      | Enjoy                                     | Tears n' Joy | Luiggi Records | Tây Ban Nha |
| 1998      | Oh La La La                               | 2 Eivissa    | Control        | Đức         |
| 1998      | Neuer Kurs                                | Negakuss     | Marlboro Music | Đức         |
| 1999      | Next Generation                           | Fun Factory  | Marlboro Music | Châu Âu     |
| 1999      | Next Generation (Japanese Deluxe Edition) | Fun Factory  | Victor         | Nhật Bản    |
| 2002      | ABC of Music                              | Fun Factory  | Victor         | Nhật Bản    |
| 2003      | Are You Ready?                            | 2 Eivissa    | Blanco y Negro | Tây Ban Nha |
| 2004      | The Best Of...And More                    | Lian Ross    | ZYX Music      | Đức         |
| 2008      | Maxi-Singles Collection Vol. 1            | Lian Ross    | ESonCD         | Nga         |
| 2008      | Maxi-Singles Collection Vol. 2            | Lian Ross    | ESonCD         | Nga         |
| 2013      | I Got the Beat                            | Lian Ross    | Weiss Records  | Tây Ban Nha |
| 2016      | Greatest Hits & Remixes                   | Lian Ross    | ZYX Music      | Đức         |
| 2016      | And the Beat Goes On                      | Lian Ross    | ZYX Music      | Đức         |

### Đĩa đơn
| Phát hành | Tiêu đề                                                  | Nhãn đĩa             |
| --------- | -------------------------------------------------------- | -------------------- |
| 1985      | "Fantasy"/"Saturday Night"                               | ZYX Records          |
| 1985      | "Say You'll Never"/"I Need a Friend"                     | ZYX Records          |
| 1986      | "It's Up to You"                                         | Arrow Records        |
| 1986      | "Neverending Love "Rap""/"Neverending Love "Song""       | Arrow Records        |
| 1987      | "Do You Wanna Funk"/"Magic Moment"                       | Chic                 |
| 1987      | "Oh Won't You Tell Me"/"Reach Out"                       | Chic                 |
| 1988      | "Say Say Say"                                            | Polydor              |
| 1989      | "Feel So Good"                                           | Polydor              |
| 1993      | "Fantasy '93"/"Trying to Forget You"                     | Almighty Records     |
| 1994      | "I Will Die for Love"                                    | Released track       |
| 1994      | "Keep This Feeling"                                      | Polydor              |
| 1996      | "When I Look into Your Eyes"                             | Released track       |
| 1998      | "Fantasy '98"                                            | ZYX Music            |
| 1998      | "Fantasy (Remix)"                                        | ZYX Music            |
| 2004      | "Fantasy 2004"                                           | Dance Street Records |
| 2005      | "I Wanna"                                                | House Nation         |
| 2005      | "Never Gonna Lose"                                       | ZYX Music            |
| 2007      | "On the Road Again"                                      | Storm                |
| 2009      | "Young Hearts Run Free"                                  | Blanco y Negro       |
| 2012      | "Minnie the Moocher"                                     | Blanco y Negro       |
| 2013      | "Say You'll Never 2013" (promo only)                     | Team 33              |
| 2014      | "Get Closer" (duet with David Tavaré)                    | Team 33              |
| 2014      | "All We Need Is Love" (feat. TQ)                         | ZYX Music            |
| 2014      | "Good Feeling Power" (feat. Big Daddi)                   | Team 33              |
| 2015      | "You're My Heart, You're My Soul 2015" (feat. Big Daddi) | Team 33              |

### Song ca, biểu diễn nổi bật, hợp tác
| Phát hành | Tiêu đề           | Nghệ sĩ                       | Album               |
| --------- | ----------------- | ----------------------------- | ------------------- |
| 2007      | "König"           | Matthias Reim feat. Lian Ross | Männer sind Krieger |
| 2008      | "A Chi Mi Dice"   | Bino feat. Jobel              | Emozioni            |
| 2008      | "Solo Tú"         | David Tavaré feat. Lian Ross  | La Vida Viene Y Va  |
| 2008      | "La Vita é Bella" | Oliver Lukas feat. Lian Ross  | Für Dich            |
| 2012      | "Liebe"           | Oliver Lukas feat. Lian Ross  | Seiltänzer          |
| 2013      | "Am Fenster"      | Matthias Reim                 | Unendlich           |
| 2015      | "Dale Duro"       | Tapo & Raya feat. 2 Eivissa   |                     |
| 2015      | "Viernes Tarde"   | Tanny Mas feat. Lian Ross     | True Illusions      |

### Đĩa đơn (dưới bút danh)
| Phát hành | Tiêu đề                                                 | Bút danh              | Nhãn đĩa                   |
| --------- | ------------------------------------------------------- | --------------------- | -------------------------- |
| 1981      | "I Know"/"Gimme More"                                   | Josy                  | TELDEC                     |
| 1982      | "Do the Rock"/"What'd You Say"                          | Josy                  | TELDEC                     |
| 1983      | "Mama Say"/"Stop and Go"                                | Josy                  | TELDEC                     |
| 1984      | "Magic"/"Who Said You're the One"                       | Josy                  | Master Records             |
| 1985      | "Tengo Tengo"                                           | Chicano               | TELDEC                     |
| 1985      | "Scratch My Name"/"Baby I'm on My Way"                  | Creative Connection   | Chic                       |
| 1985      | "Call My Name"/"I'm on My Way"                          | Creative Connection   | Chic                       |
| 1985      | "You're My Heart, You're My Soul"/"Dancing to the Beat" | Creative Connection   | TELDEC                     |
| 1985      | "Mañana"/"Hey Mr. DJ"                                   | Loco Loco             | Constant                   |
| 1986      | "Don't You Go Away"/"That E-Motion"                     | Creative Connection   | Arrow Records              |
| 1988      | "Viva El Amor"                                          | Don Luis Y Compania   | WEA                        |
| 1990      | "My World Is Empty without You"/"I Need You by My Side" | Dana Harris           | WEA Musik GmbH             |
| 1991      | "Bacardi Feeling (Summer Dreaming)"                     | Divina                | Control                    |
| 1992      | "Jimmy Mack"/"Is It Good to You"                        | Dana                  | RCA                        |
| 1992      | "Rhythm Is a Dancer"                                    | Key Biscayne          | Polystar                   |
| 1992      | "I Love Your Smile"                                     | Shona                 | Control                    |
| 1992      | "Gimme Gimme Gimme"/"Summernight City"                  | Stockholm Underground | Control                    |
| 1993      | "All That She Wants"                                    | Bass of Spades        | Ultrapop                   |
| 1993      | "Wheel of Fortune"                                      | Bass of Spades        | Ultrapop                   |
| 1993      | "Teenage Revolution"                                    | Divina                | Ultrapop                   |
| 1993      | "Feel It"                                               | Hi-Q                  | DJ's Delight               |
| 1993      | "Go Before You Break My Heart"/"Brand New"              | Tears n' Joy          | RCA                        |
| 1993      | "I Will Always Love You"/"Let's Groove Tonight"         | Tears n' Joy          | RCA                        |
| 1994      | "You Got to Be Strong"                                  | Avant Garde           | DJ's Delight               |
| 1994      | "Let's Go to Heaven"                                    | Hi-Q                  | DJ's Delight               |
| 1995      | "Can You Imagine?"                                      | Exotica               | Dance Pool                 |
| 1995      | "Upside Down"                                           | Joelle                | BMG                        |
| 1995      | "Take My Life"                                          | Tears n' Joy          | Luiggi Records             |
| 1996      | "Boom Boom Boom"                                        | Boom Boom Club        | ROD Records                |
| 1996      | "Another World"                                         | DJ Pierro             | Maad Records               |
| 1996      | "I Want Your Sex"                                       | Exotica               | Dance Pool                 |
| 1996      | "Celebrate"                                             | Happy House           | ROD Records                |
| 1996      | "How Deep Is Your Love"/"I Wanna Dance with Somebody"   | Jay Jay               | MCA Records                |
| 1996      | "Let Me Dream Forever"                                  | Joelle                | Released track             |
| 1996      | "We Got to Move"                                        | Teeko X               | Club Tools                 |
| 1996      | "Killing Me Softly"                                     | Teeko X feat. Rod D.  | Club Tools                 |
| 1997      | "I Fear"                                                | Dreamscape            | Eastwest Records GmbH      |
| 1998      | "Move Your Body (Tu Tu Tu Tu Ta, Oh La)"                | 2 Eivissa             | Control                    |
| 1998      | "This Must Be Love"                                     | Joelle                | BMG                        |
| 1999      | "Bad Girl"                                              | 2 Eivissa             | Blanco y Negro             |
| 1999      | "I Wanna Be Your Toy"                                   | 2 Eivissa             | Polydor                    |
| 1999      | "2 Funky"                                               | 2 Funky               | Marlboro Music             |
| 1999      | "If You Believe"                                        | Cherry                | Marlboro Music             |
| 1999      | "House of Love"/"Get the Rhythm"/"Next to You"          | Fun Factory           | Victor                     |
| 1999      | "Sha-La-La-La-La"                                       | Fun Factory           | Marlboro Music             |
| 1999      | "Wish"                                                  | Fun Factory           | Marlboro Music             |
| 1999      | "Hambubas"                                              | Negakuss              | Marlboro Music             |
| 1999      | "Das Leben Ist Nich Leicht"                             | Negakuss              | Marlboro Music             |
| 2000      | "Viva La Fiesta"                                        | 2 Eivissa             | Blanco y Negro             |
| 2001      | "El Pelotón"                                            | 2 Eivissa             | Blanco y Negro             |
| 2002      | "Meaning of My Life"                                    | 2 Eivissa             | Blanco y Negro             |
| 2002      | "Suddenly"                                              | Dana Harris           | DA Records                 |
| 2002      | "I Need Your Love"                                      | Pierro feat. Joelle   | EMI                        |
| 2003      | "Boy Are You Ready"                                     | 2 Eivissa             | House Nation               |
| 2003      | "Fire in the Sky"                                       | 2 Eivissa             | House Nation               |
| 2003      | "I Would Die for Love"                                  | Exotica               | Limite Records / Bit Music |
| 2004      | "Hey Boy"                                               | 2 Eivissa             | House Nation               |
| 2004      | "What Is Love?"                                         | Exotica               | Limite Records / Bit Music |
| 2005      | "Amigo"                                                 | 2 Eivissa             | Blanco y Negro             |
| 2016      | "Allez Allez! Je veux que vous dansez"                  | 2 Eivissa ft. El Tapo | Team 33 Music              |

## Video
- 1984 – Magic
- 1984 – You Light Up My Life
- 1985 – Fantasy (Live at Formel Eins [de])
- 1986 – Neverending Love
- 1987 – Oh, Won't You Tell Me
- 1988 – Say, Say, Say
- 1989 – Say, Say, Say (Die Spielbude: Mic Mac)
- 1989 – Feel So Good (1st version)
- 1989 – Feel So Good (2nd version)
- 1990 – My World Is Empty Without You
- 1996 – Upside Down
- 1996 – Upside Down (Live at DanceHaus)
- 1999 – I Wanna Be Your Toy
- 2004 – Say You'll Never (Discoteka 80's)
- 2004 – Scratch My Name (Discoteka 80's)
- 2014 – All We Need Is Love (feat. TQ)
- 2015 – You're My Heart, You're My Soul (feat. Big Daddi)
- 2015 – Viernes Tarde (Tanny Mas feat. Lian Ross)
- 2015 – Dale Duro (Tapo & Raya feat. 2 Eivissa)
- 2016 – Allez Allez! Je veux que vous dansez (2 Eivissa feat. El Tapo)
- 2016 – Game Of Love (feat. Mode One)